# Dendrobium mastersianum
Dendrobium mastersianum är en orkidéart som beskrevs av Ferdinand von Mueller och Friedrich Fritz Wilhelm Ludwig Kraenzlin. Dendrobium mastersianum ingår i släktet Dendrobium, och familjen orkidéer. Inga underarter finns listade i Catalogue of Life.